# Бајрсдорф
Бајрсдорф (њем. Baiersdorf) град је у њемачкој савезној држави Баварска. Једно је од 25 општинских средишта округа Ерланген-Хехштат. Посједује регионалну шифру (AGS) 9572115.

## Географски и демографски подаци
Град се налази на надморској висини од 269 метара. Површина општине износи 11,8 km². У самом граду је, према процјени из 2010. године, живјело 7.222 становника. Просјечна густина становништва износи 613 становника/km².

## Међународна сарадња
| Мјесто     | Држава    | Врста сарадње | Од    |
| ---------- | --------- | ------------- | ----- |
|            | Пољска    | пријатељство  | 2007. |
|            | Француска | партнерство   | 2000. |
| Улрихсберг | Аустрија  | партнерство   | 1975. |
| Извор      |           |               |       |